# 格拉斯哥国王剧院
格拉斯哥国王剧院（King's Theatre）位于苏格兰格拉斯哥查令十字区的巴斯街和Elmbank街转角。它由霍华德和温德姆公司投资5万英镑兴建，在1904年9月12日开张，由Frank Matcham设计。这是一座A类登录建筑。
该剧院目前由格拉斯哥市议会所有，由大使剧院集团经营，有1,785个座位。

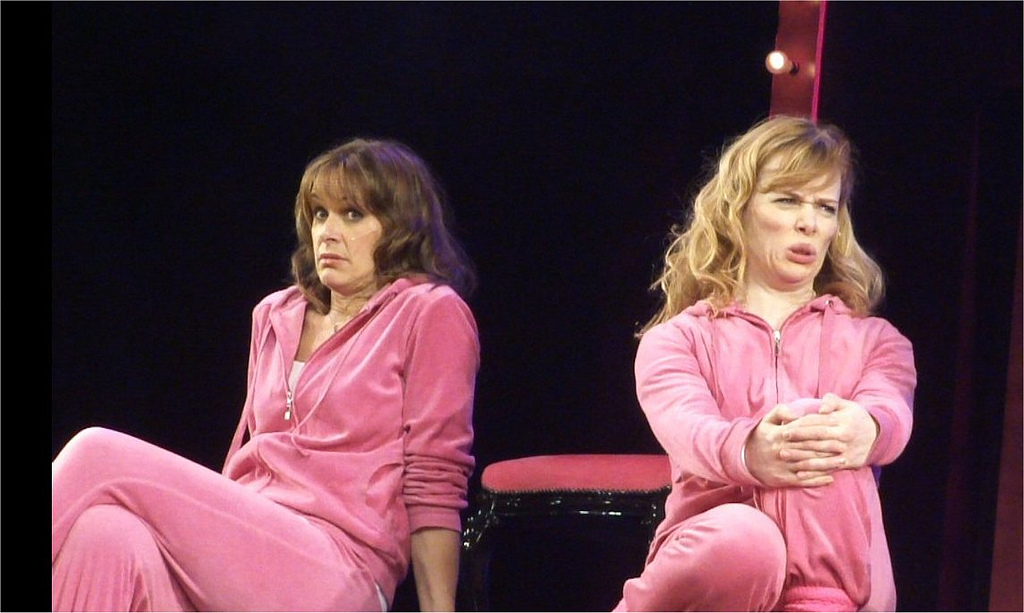